# 甲斐恵美利
甲斐 恵美利（かい えみり、2006年1月6日 - ）は、日本の子役、タレントである。劇団東俳に所属していた。

## 経歴・人物
2009年、劇団東俳東京校入所。
身長150cm。特技は跳び箱と自転車。

## フィルモグラフィ
特に断らない限り出典：

### 映画
- パートナーズ（2010年） - 長谷川美羽（演：近藤里沙の幼少期） 役
- 謎解きはディナーのあとで（2013年）
- すべては君に逢えたから（2013年11月22日[3]） - 寺井茜 役[4]
- 黒執事（2014年） - 幻蜂汐璃（演：剛力彩芽の幼少期）役

### テレビ

#### ドラマ
- ハンチョウ～神南署安積班～シリーズ3（2010年7月12日、TBS） - 染谷美海 （近藤里沙の幼少期） 役
- ハンマーセッション!（2010年、TBS） - 咲山エリカ （山下リオの幼少期） 役
- 生まれる。（2011年、TBS） - 子供 役
- ヘブンズ・フラワー The Legend of ARCANA（2011年、TBS） - ラストガーデンの子供 役
- ドラマ10・ ラストマネー -愛の値段-（2011年9月13日 - 10月25日、NHK）
- ハードナッツ! ～数学girlの恋する事件簿～（2013年10月20日 - 12月8日、NHK BSプレミアム） - 難波くるみ（演：橋本愛の幼少期） 役
- 専業主婦探偵〜私はシャドウ第2話（2011年11月、TBS） - 横沢の娘 役
- 運命の人（2012年、TBS）[5] - 青山美奈 役
- GTO 第3話（2012年7月17日、関西テレビ・フジテレビ）[6] - 桑江遥（演：高月彩良の幼少期） 役
- 東野圭吾ミステリーズ「二十年目の約束」（2012年、フジテレビ）[7] - 西野晴美 役
- イロドリヒムラ 第5話「鎖国ガール」（2012年11月13日、TBS）[8] - 平井歩夢（演：北乃きいの少女期） 役
- モメる門には福きたる（2013年、フジテレビ）[9] - 椎名夏希（演：白石美帆の幼少期） 役
- 牙狼-GARO- ～闇を照らす者～（2013年、テレビ東京）[10] - 莉杏 （演：南里美希の幼少期） 役
- 土曜ワイド劇場
  - 遺品の声を聴く男（2013年5月25日、テレビ朝日） - 乾雪乃  役
  - 棟居刑事シリーズ7 棟居刑事の『夜の虹』…ホテル王は二度死ぬ!?（2014年2月8日、テレビ朝日） - 黒瀬七波 （演：三津谷葉子の少女期） 役
  - 警視庁・捜査一課長4（2015年5月23日、テレビ朝日） - 高科果歩 役[11]
- ドラマ24・まほろ駅前番外地 第6話「出会い系サクラの恋、手伝います」(2013年11月13日、テレビ東京)[12]
- プレミアムよるドラマ・ タイムスパイラル（2014年9月2日 - 10月21日、NHK BSプレミアム） - 光田真美（演：竹富聖花の8歳時） 役
- 明日、ママがいない（2014年1月22日 - 2月26日、日本テレビ） - アミ 役
- 信長協奏曲（2014年、フジテレビ） - お市（演：水原希子の幼少期） 役
- 図書館戦争 BOOK OF MEMORIES（2015年10月5日、TBS）

#### バラエティ
- 魔女たちの22時（日本テレビ）

#### CM
- ベネッセ 進研ゼミ小学講座「だいぼうけんDVD篇」
- バンダイ「フォトプリメッシュインナー キャラが飛び出す篇」
- ディズニー「春季リゾート」
- セキスイハイム「住まいのなるほど大見聞会」
- 日清オイリオ「歳暮ギフトプレミアムなギフト篇」

## その他の実績
特に断らない限り出典：

### 舞台
- レモン劇場「夢のうらしま物語」 - くらげのイエジェリー 役

### その他
- BeeTV「彼は妹の恋人」
- EASTBOY KIDS 2013 Spring Collectionカタログモデル
- Panasonic 掃除機
- ディズニープリンセス vol.4 (河出書房新社、2003年5月14日。ISBN 978-4-30995054-9)